# Materie prime seconde
Le cosiddette materie prime seconde sono costituite da sfridi di lavorazione delle materie prime oppure da materiali derivati dal recupero e dal riciclaggio dei rifiuti. Una fonte primaria secondaria è una fonte di materie prime che derivano da scarti industriali di vario genere. Un esempio molto comune è lo zolfo di scarto risultato a seguito dell'estrazione dei metalli dai suoi composti metalliferi (solfuri di piombo, di rame ecc...) che viene riutilizzato e smerciato ad un prezzo più basso rispetto allo zolfo nativo, alimentando quello che è definito mercato delle materie prime secondarie.

## Fonti di materie prime seconde
Le materie prime seconde (MPS) derivate dai residui dei processi produttivi sono in genere recuperate direttamente negli stabilimenti: è il caso ad esempio degli scarti di lavorazione di una industria siderurgica, che possono essere direttamente rifusi per ottenere materia prima. Il ciclo si svolge dunque direttamente all'interno delle sedi di produzione.
Un altro modo di ottenere queste materie prime seconde è il recupero e/o il riciclaggio dei rifiuti, processo che dunque si svolge a valle della fase di vendita e consumo dei beni. Alcuni materiali sono recuperati come materie prime seconde da tantissimo tempo (ad esempio i materiali ferrosi, da sempre recuperati e rifusi) mentre per altri materiali il recupero come materie prime seconde è più recente: è il caso del vetro, della carta e delle plastiche per i quali la raccolta differenziata permette di trasformare i rifiuti da problema a risorsa.

## Utilità
L'uso sempre più massiccio di materie prime seconde è importante, perché riduce la necessità di estrarre materia prima dalla Terra e comporta in genere cospicui risparmi di energia (si pensi ai maggiori costi necessari a ricavare il ferro da una miniera piuttosto che fondere direttamente un rottame). Processo ulteriormente vantaggioso nei paesi con poche o nulle materie prime, dato che altrimenti sarebbe necessario importarne da paesi esteri. Infine un altro vantaggio è quello d'avere un costo più basso per la materia prima dato che questa non viene sprecata né durante la produzione di materiale nuovo, né con lo smaltimento dei rifiuti.